# Norfolk Constabulary
Norfolk Constabulary – brytyjska formacja policyjna, pełniąca funkcję policji terytorialnej na obszarze hrabstwa ceremonialnego Norfolk. Według stanu na 31 marca 2012, służba liczy 1547 funkcjonariuszy.